# Szerelmek városa
A Szerelmek városa (eredeti címe: Les Enfants du paradis) 1945-ben bemutatott francia film, amelyet Jacques Prévert forgatókönyve alapján Marcel Carné rendezett. A német megszállás ideje alatt készült kevés francia sikerfilm egyike, a költői realizmus remekműve a korabeli sztárok Arletty, Pierre Brasseur és Jean-Louis Barrault főszereplésével.

## Cselekmény
Első rész: Párizs, 1828. A Boulevard du Temple környékén – melyet ekkoriban a "Bűn utcájának" neveznek – a tömegben a tehetséges pantomimes, Baptiste Deburau némajátékával tanúsítja a lopással vádolt Garance ártatlanságát, s így megmenti a vád alól. Garance egy gyönyörű független nő, elbátortalanítja Baptiste-ot, aki nem meri bevallani neki szerelmét. Baptiste-ba titokban szerelmes Nathalie, a Théâtre des Funambules igazgatójának lánya, aki Baptiste-tal együtt szintén tagja e társulatnak. A sétányon egy ígéretes, fiatal színész, Frédérick Lemaître próbálja elcsábítani Garance-t, de ő az írnokként működő költő ismerősét, Pierre François Lacenaire-t látogatja meg. Az anarchista lázadó Lacenaire nem riad vissza az erőszakos bűncselekményektől sem. Később Garance-t igazságtalanul vádolják bűnrészességgel az általa elkövetett rablási kísérletben, és kénytelen kérni egy gazdag hódolója, Montray gróf közbenjárását.
Második rész: Néhány évvel később Baptiste feleségül vette Nathalie-t, akitől kisfia született. Sikeres művész lett, a pantomimot elismert és népszerű művészetté tette. Frédérick is hírnévre tett szert, és arról álmodik, hogy Shakespeare Othellóját játszhatja. Garance, aki a gróf kitartottja lett, visszatért Párizsba, és inkognitóban részt vesz Baptiste összes fellépésén. Lacenaire meglátogatná Garance-t a szállodában, de a gróf elzavarja. Megalázva érzi magát, bosszút esküszik. Nem sokkal később, a színház előcsarnokában megalázza de Montray-t azzal, hogy nyilvánosan leleplezi Baptiste-ot és Garance-t, akik egy függöny mögött ölelkeznek. De ez a bosszú nem elég neki: másnap reggel meggyilkolja a grófot a törökfürdőben, majd nyugodtan várja sorsát. Végül, első és egyetlen szerelmes éjszakájuk után Garance, aki nem akarja megfosztani Nathalie-t és kisfiát a boldogságtól, távozik, Baptiste kétségbeesésére.

## Szereplők
| Szereplő                       | Színész             | Magyar hang    |
| ------------------------------ | ------------------- | -------------- |
| Garance                        | Arletty             | Moór Marianna  |
| Baptiste Deburau               | Jean-Louis Barrault | Fodor Tamás    |
| Frédérick Lemaître             | Pierre Brasseur     | Perlaki István |
| Pierre-François Lacenaire      | Marcel Herrand      | Dózsa László   |
| Jéricho                        | Pierre Renoir       | Szoó György    |
| Nathalie                       | Maria Casarès       | Szegedi Erika  |
| Édouard de Montray gróf        | Louis Salou         | Szokolai Ottó  |
| Anselme Deburau, Baptiste apja | Étienne Decroux     | Makay Sándor   |
| Színházigazgató                | Marcel Pérès        | Suka Sándor    |
| Mme Hermine, fogadósnő         | Jane Marken         |                |
| Selyemcérna                    | Gaston Modot        |                |
| Április                        | Fabien Loris        |                |
| A Funambules rendezője         | Pierre Palau        |                |
| Scarpia Barrigni               | Albert Rémy         |                |

## Készítése
A Carné – Prévert duó előző filmje, az 1942-ben készült A sátán követei olyan nagy kritikai- és közönségsikert aratott, hogy André Paulvé producer szabad kezet adott nekik egy következő, szinte korlátlan költségvetésű filmhez. Ezt a játékfilmet Paulvé DisCina nevű cége finanszírozta, együttműködve a Mussolini fasiszta kormánya által támogatott Scalera olasz céggel, hogy a film elkerülje a francia pénzügyi korlátozásokat.

### A történet forrásai
A Garance-nak udvarló négy karakter mindegyike valós személyen alapul. Baptiste Deburau híres pantomimes volt, Frédérick Lemaître pedig elismert színész a filmben bemutatott "Bűn utcája" színházaiban. (Az utca gúnynevét az itt található színházak repertoárjának köszönheti: kisebb-nagyobb bűnügyeket megjelenítő melodrámák voltak bennük műsoron). Pierre Lacenaire hírhedt francia bűnöző volt, míg Édouard de Montray gróf kitalált karakterét Duc de Morny ihlette.
Az ezekre a szereplőkre épülő film készítésének ötlete Carné és Jean-Louis Barrault véletlen találkozásakor merült fel Nizzában, amely során Barrault vetette fel az ötletet, hogy Deburau és Lemaître alapján filmet készítsenek. Carné, aki ekkor habozott, hogy melyik filmet rendezze legközelebb, ezt az ötletet javasolta barátjának és alkotótársának, Jacques Prévertnek. Prévert kezdetben nem akart filmet írni egy pantomimesről, mert nem szerette a műfajt, de Barrault biztosította Prévert-t, hogy ő és tanára, Étienne Decroux, aki Baptiste apját alakítja a filmben, vállalják a pantomim jelenetek elkészítését. Prévert ekkor lehetőséget látott Lacenaire, a "dandy bűnöző" karakterének bevonására, aki elbűvölte őt.

### A címről
A francia cím szó szerint fordítása "A Paradicsom gyermekei". A "paradis" a köznyelvi elnevezése a színházban a legfelső erkélynek vagy karzatnak, ahol a köznép ült, őszintén és hevesen kinyilvánítva véleményét a látottakról. A színészek ezeknek a galéria-"isteneknek" játszottak, remélve, hogy elnyerik tetszésüket, s a színész így olimpikon státuszba került. A filmben számos felvétel látható a közönség tagjairól, akik ezen erkélyek szélén lógnak. (A brit színházban hasonlóan "isteneknek" – the gods – nevezik ezeket az ülőhelyeket), és a forgatókönyvíró, Prévert elmondta, hogy a cím "a színészekre [...] és a közönségre is vonatkozik, a jólelkű, munkásosztály-beli közönségre".

### A forgatás körülményei
A filmet a második világháború idején forgatták, előbb a nizzai Victorine stúdióban, majd Párizsban a Studios Francœur és a Déjazet Színházban. Több zsidó résztvevő is rejtőzve, álnéven tudott csak közreműködni a filmben, például Trauner Sándor díszlettervező és Kozma József zeneszerző.

A forgatás hosszú volt, nehéz és költséges (a kezdeti 26 millió frankos költségvetés végül elérte az 55 millió frankot), a légiriadók, az áramkimaradások és a filmanyag beszerzésének nehézségei lelassították a gyártást. 1943. szeptember 9-ben félbeszakadt a forgatás, majd november 8-től Párizsban folytatódhatott a Pathé jóvoltából, egy új producer Louis-Émile Galey, a Filmipari Szervező Bizottság (COIC) kormánybiztosának kezdeményezésére.

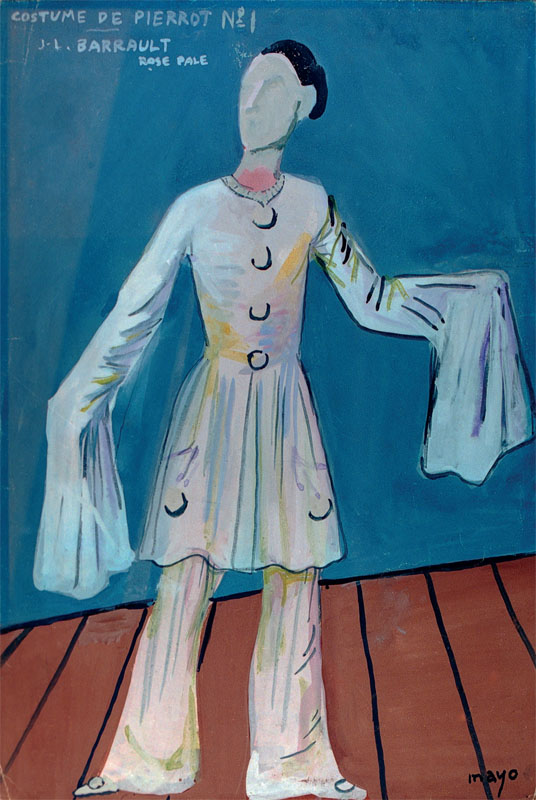
Mayo Pierrot-jelmeze Baptiste számára

A forgatást rövid időre megszakították a felszabadulás eseményei is. Robert Le Vigan, aki ironikus módon a besúgó, Jéricho használtruha-kereskedő szerepét játszotta volna, két jelenetet forgatott, ám a szövetségesek érkezésétől való félelmében a német megszállókkal való együttműködése miatt Sigmaringenbe menekült (a háború előtti fasiszta megnyilvánulásait hallani lehetett a Radio-Paris-ban). A szerepet Pierre Renoir vette át. A rendező mindent megtett, hogy lassítsa a produkciót, és megjelenését a felszabadulás pillanatára időzítette.

## Fogadtatása
A valaha készült egyik legjobb filmnek tartják. David Shipman kritikus szerint a francia válasz az Elfújta a szél-re. Marlon Brando szerint "talán a valaha készült legjobb film" Truman Capote felidézésében.
A filmet 1947-ben Oscar-díjra jelölték a legjobb eredeti forgatókönyv kategóriában.

## Fordítás
Ez a szócikk részben vagy egészben  a   Les Enfants du paradis című francia Wikipédia-szócikk ezen változatának fordításán alapul.  Az eredeti cikk szerkesztőit annak laptörténete sorolja fel. Ez a jelzés csupán a megfogalmazás eredetét és a szerzői jogokat jelzi, nem szolgál a cikkben szereplő információk forrásmegjelöléseként.
Ez a szócikk részben vagy egészben  a   Children of Paradise című angol Wikipédia-szócikk ezen változatának fordításán alapul.  Az eredeti cikk szerkesztőit annak laptörténete sorolja fel. Ez a jelzés csupán a megfogalmazás eredetét és a szerzői jogokat jelzi, nem szolgál a cikkben szereplő információk forrásmegjelöléseként.